# FHI 360
 Tổ chức Sức khỏe Gia đình Quốc tế hay FHI 360 (trước đây là Family Health International) là một tổ chức phát triển con người phi lợi nhuận có trụ sở tại Bắc Carolina.FHI 360 phục vụ hơn 70 quốc gia và tất cả các tiểu bang và vùng lãnh thổ của Hoa Kỳ.Được thành lập vào năm 1971,tổ chức này từ lâu đã quản lý các dự án liên quan đến kế hoạch hóa gia đình và sức khỏe sinh sản.Năm 1986, tổ chức này đã bắt đầu phản ứng trên toàn thế giới về HIV / AIDS. Các chương trình và nghiên cứu của FHI cũng đề cập đến bệnh sốt rét, bệnh lao và các bệnh truyền nhiễm và mãn tính khác và các cơ quan quốc tế,chính phủ,cơ sở,tổ chức nghiên cứu và các nhà tài trợ cá nhân.

## Lịch sử
Các nhà tài trợ chính khác cho các chương trình HIV / AIDS,cũng như các lĩnh vực y tế và phát triển khác, bao gồm Bộ Phát triển Quốc tế của Vương quốc Anh (DFID), Quỹ Bill và Melinda Gates và Quỹ Toàn cầu chống AIDS, Lao và Sốt rét. Càng ngày, các chính phủ, cơ sở tư nhân và khu vực tư nhân khác đang hợp tác với FHI 360 để vượt qua các thách thức về sức khỏe và phát triển.
Vào năm 2010,Tổ chức Sức khỏe Gia đình Quốc tế đã đổi thương hiệu với khẩu hiệu mới, khoa học về cải thiện cuộc sống,đã nhấn mạnh cam kết của mình đối với khoa học thực nghiệm trao quyền cho những người dễ bị tổn thương nhất thế giới.Tên được đơn giản hóa thành FHI, phản ánh phạm vi mở rộng bao gồm sức khỏe và sự phát triển cũng như dịch vụ cho gia đình, cộng đồng và quốc gia.
Năm 2011,các nhóm chuyên gia của Tổ chức Sức khỏe Gia đình Quốc tế và Học viện Phát triển Giáo dục đã cùng nhau tạo ra FHI 360. Nhân viên bao gồm các chuyên gia về y tế,giáo dục, dinh dưỡng,môi trường,phát triển kinh tế, xã hội dân sự, bình đẳng giới, thanh niên,nghiên cứu và công nghệ - tạo ra một sự kết hợp độc đáo của các khả năng để giải quyết các thách thức phát triển liên quan đến ngày nay.FHI 360 phục vụ hơn 70 quốc gia và tất cả các tiểu bang và vùng lãnh thổ của Hoa Kỳ.

## Đổi mới

### CAPRISA 004
Tổ chức Sức khỏe Gia đình Quốc tế đã đóng góp cho một thử nghiệm lâm sàng có tên là CAPRISA 004,cung cấp một bước đột phá quan trọng trong cuộc chiến chống lại HIV và mụn rộp sinh dục bằng gel âm đạo giúp giảm đáng kể nguy cơ nhiễm trùng của phụ nữ.

## Chi nhánh

### Ủy ban CSIS về chính sách sức khỏe toàn cầu thông minh
Chủ tịch Chương trình Sức khỏe Cộng đồng của Family Health International là Peter Lamptey đã được bầu làm thành viên của Ủy ban CSIS về Chính sách Sức khỏe Toàn cầu Thông minh năm 2009..Ủy ban tập hợp hai mươi sáu nhà lãnh đạo nổi bật từ khu vực tư nhân, Quốc hội Hoa Kỳ,học viện, truyền thông và an ninh,chính sách đối ngoại và cộng đồng y tế toàn cầu để đặt ra các mục tiêu và ưu tiên cho các nỗ lực y tế toàn cầu của Hoa Kỳ trong thập kỷ tới và hơn thế nữa.